# Cody (Wyoming)
Cody város az USA Wyoming államában, Park megyében, melynek megyeszékhelye is. Lakosainak száma 10 028 fő (2020. április 1.).

## Népesség
A település népességének változása:

| 2010 | 9 520  |
| 2020 | 10 028 |